# Tajov
Ne doit pas être confondu avec Tajo.
Tajov (en allemand : Teibau, en hongrois : Tajó), est un village de Slovaquie situé dans la région de Banská Bystrica.

## Histoire
La première mention écrite du village date de 1495, avec la signature d'un accord entre Ján Thurzo (sk) et le négociant d'Augsbourg Jacob Fugger.

## Démographie

### Évolution de la population
| Année:               | 1994. | 2004.    | 2014.    | 2024.    |
| -------------------- | ----- | -------- | -------- | -------- |
| Nombre de personnes: | 391   | 504      | 598      | 661      |
| Différence:          |       | +28,90 % | +18,65 % | +10,53 % |

| Année:               | 2023. | 2024.   |
| -------------------- | ----- | ------- |
| Nombre de personnes: | 672   | 661     |
| Différence:          |       | -1,63 % |

## Personnalités liées à Tajov
- Jozef Murgaš, inventeur
- Jozef Gregor Tajovský, professeur et écrivain
- Jozef Šebo (sk), professeur, biographe des deux précédents